# Calcio Padova
Calcio Padova, włoski klub piłkarski mający swą siedzibę w Padwie. Klub został założony w 1910 roku. Padova aktualnie gra w Serie B, a ostatni raz w Serie A była w 1996.
W Padovie grało wielu wielkich piłkarzy, taki jak Kurt Hamrin, Walter Zenga, Angelo Di Livio, Alessandro Del Piero, Stephan El Shaarawy, i Alexi Lalas. W 2014 roku klub zbankrutował i został wycofany z rozgrywek. Sezon 2014/2015 rozpoczął w Serie D jako Biancoscudati Padova z nową kadrą.

## Sukcesy
- 1931-32 – Serie B: 2. miejsce, awans do Serie A
- 1936-37 – Serie C: 1. miejsce, awans do Serie B
- 1947-48 – Serie B: 1. miejsce, awans do Serie A
- 1957-58 – Serie A: 3. miejsce
- 1980-81 – Serie C2: 1. miejsce, awans do Serie C1
- 1980-81 – Puchar Włoch Serie C: zwycięstwo
- 1982-83 – Serie C1: 2. miejsce, awans do Serie B
- 1986-87 – Serie C1: 2. miejsce, awans do Serie B
- 1993-94 – Serie B: 4. miejsce, awans do Serie A (po barażach z Ceseną)
- 2000-01 – Serie C2: 1. miejsce, awans do Serie C1